# Animales (álbum)
Animales es el tercer disco de estudio del grupo madrileño de Rock and roll, Pereza, que contiene algunos de los sencillos más importantes de la banda como Princesas o Todo. Gracias a este álbum tanto en los X Premios de la Música 2006 como en los Premios 40 Principales 2006, son nominados a mejor grupo de pop-rock, mejor canción y mejor álbum de pop. Asimismo, en los prestigiosos premios MTV europeos, son nominados a mejor artista español.

## Lista de canciones
1. Princesas 3:37
2. Animales 2:51
3. Lo que tengo yo adentro 3:09
4. Todo 4:21
5. Como lo tienes tú 3:54
6. Niña de papá 3:13
7. Caramelo 4:20
8. Que alegría más tonta 3:02
9. Matar al cartero 3:27
10. Superjunkies 4:10
11. Madrid 3:29
12. Quiero hacerlo esta noche contigo 2:30